# Alucita cymatodactyla
Alucita cymatodactyla är en fjärilsart som beskrevs av Philipp Christoph Zeller 1851. Alucita cymatodactyla ingår i släktet Alucita och familjen mångfliksmott, (Alucitidae). Inga underarter finns listade i Catalogue of Life.